# Семенов-Тянь-Шанський Андрій Петрович
Семенов-Тянь-Шанський Андрій Петрович (до 1906 року — Семенов; 21 червня 1866 — 8 березня 1942) — російський, радянський географ, ентомолог, колеоптеролог і перекладач, син знаменитого географа, мандрівника і державного діяча Петра Петровича Семенова-Тянь-Шанського. Є одним із засновників етико-естетичного підходу у заповідній справі і охороні дикої природи.

## Біографія
Народився 21 червня 1866 року в Петербурзі. У Петербурзькому університеті він навчався спочатку на історико-філологічному, потім на фізико-математичному факультетах, причому займався ботанікою в А. М. Бекетова, а зоологією — у академіка В. М. Шимкевича і О. М. Нікольського.
Крім батька — знаменитого географа, мандрівника і державного діяча Петра Петровича Семенова-Тянь-Шанського — великий вплив на нього зробили зоолог і мандрівник М. О. Севєрцов, а його безпосереднім керівником в області систематики комах деякий час був А. Ф. Моравіц, в той час зберігач ентомологічних колекцій Зоологічного музею в Петербурзі. Перша ентомологічна стаття Андрія Петровича, опублікована 1887 року, була присвячена деяким видам турунів роду Carabus фауни Росії.
У 1888—1889 рр. здійснив поїздки по Закаспійській області і Західному Туркестану, де вивчав ентомофауну. З 1890 року працював у Зоологічному музеї Петербурзької академії наук (пізніше Зоологічний інститут АН СРСР), почесний член Російського ентомологічного товариства (1909, з 1914 року — його президент).

## Останні дні й смерть
У 1941 році він вже був на пенсії, але продовжував працювати в інституті, всі співробітники готувалися відзначити його 75-річчя, але почалася війна. У роки Другої світової війни Андрій Петрович до останніх днів свого життя залишався в блокадному Ленінграді, твердо вірячи, що місто не буде здано. Його останні поетичні рядки були написані 13 січня 1942 р.:
Страшной ценою ты дважды купил, 

О, мой город великий,

Светлую славу свою.

Жертвою миллионов людей в созидание

Всеобщего счастья влил ты могучий свой ток,

Жизнь ограждая народов,

Даря им всеобщее благо,

Истинный город-герой.
Андрій Петрович Семенов-Тянь-Шанський помер від запалення легень 8 березня 1942 року в Ленінграді. Місце його поховання невідоме.

## Наука

#### Біогеографія
Розробив принципи біогеографічного районування Палеарктики і виявив генезис високогірних фаун (запропонував ряд понять і термінів, що прижилися). Середню Азію розглядав, як найважливіший самостійний центр формування ксерофільних груп комах. Встановив «Палеархеарктичну» підобласть для фауни східної Азії, що зберегла в малозміненому вигляді свій древній, третинний вигляд. Автор однієї з перших розроблених концепцій політипічного виду; на зоологічному матеріалі відстоював положення про специфічність географічного ареалу як одного з основних критеріїв виду і підвиду (Семенов-Тянь-Шанський, 1910).

#### Ентомологія
Андрій Петрович Семенов-Тянь-Шанський організував випуск журналів «Ежегодник Зоологического музея Академии Наук» та «Русское энтомологическое обозрение». У 1914 р. А. П. Семенова-Тянь-Шанського обирають президентом Русского энтомологического общества. Ним описано понад 900 видів і підвидів різних жуків, також він вивчав перетинчастокрилих (Siricidae, Tenthredinidae, Chrysididae), щипавок, прямокрилих, бліх.
Протягом декількох років (1890–1896 і 1899–1906) він редагував багато видань ентомологічного товариства, а в 1896 р. за його участі виник «Ежегодник Зоологического музея Академии наук» — предок нинішніх «Трудов Зоологічного інституту РАН». У 1901 році разом з Д. К. Глазуновим, М. Р. Кокуєвим, Н. Я. Кузнецовим, Т. С. Чичеріним та іншими ентомологами він заснував журнал «Русское энтомологическое обозрение», який нещодавно відзначив сторіччя свого існування.
У 1934 р. А. П. Семенову-Тянь-Шанського було присуджено ступінь доктора зоології.

### А.П.Семенов-Тянь-Шанський як діяч охорони природи
А. П. Семенов-Тянь-Шанський найближче з усіх своїх колег-піонерів охорони природи Росії, підійшов до екологічної етики:
|  | Адже є ще одна сторона у справі охорони вогнищ вільної природи, на якій мені хочеться, хоча б на хвилину, зупинитися. Нагадати про неї особливо доречно в наш час розпалу чисто матеріалістичних прагнень і, незважаючи на висоту підйому хвилі соціалістичних ідей, все ж, на жаль, егоїстичних настроїв. Це - сторона питання чисто етична. Природа не тільки випестувала нас: вона нас свого часу розвинула і виховала; вона нас і нині годує, навчає і виховує (...). Але якщо людина зуміла при цьому настільки піднестися над усім, що на нашій планеті, що виробила і виробляє далі в своєму житті вищі соціально-етичні начатки, то вона повинна піднятися і до свідомості того, що, живучи, треба давати жити і всьому живому... Створюючи і поважаючи закони всякого розумного співжиття, ми не можемо не усвідомлювати, що на земній поверхні має вище право вільного існування все, що на ній одвіку живе. До того ж життя на Землі переплетене і пов'язане такої складної мережею внутрішніх взаємин, що ми не маємо ані морального права, ані фізичної можливості порушувати споконвіку встановлену рівновагу життєвих сил. |

У висновку цієї філософської праці, що значно випередила час, вчений закликав відновити «зневажуване людиною право на існування всього живого на Землі!».
Ідею про право всього живого на життя він розвинув в іншій роботі:
|  | ... вже близький цей день, коли «людство» і «людяність» стануть одним поняттям, коли людина облагородиться настільки, що для неї стане священним право на життя як усіх їй подібних, так і всього того, чому предуказано жити і квітнути на землі поряд з людством необмеженою в своїй творчості природою. |

#### Різне
А. П. Семенов-Тянь-Шанський був не тільки відомим ентомологом і піонером охорони природи, але відгукувався на найрізноманітніші питання, писав про завдання природознавства і географії, міського благоустрою та військово-морської справи, і навіть був обраний головою Російського морського союзу (на зорі розвитку морської авіації він зумів оцінити її майбутній вплив на флот). Вивчав творчість О. С. Пушкіна, підготувавши до друку велику роботу «Потаємні сторінки біографії Пушкіна». Також відомий як блискучий перекладач Квінта Горація Флакка, він був добрим знавцем латинської поезії. Писав і вірші (головним чином про природу). У 1933 році він став одним з небагатьох, хто відкрито виступив з природоохоронних позицій проти будівництва великих ГЕС на Волзі, за що піддався нападкам з боку лисенківців, таких як сумнозвісний академік І. І. Презент.
З приводу 50-річчя І. І. Пузанов написав А. П. Семенову-Тянь-Шанському присвяту:
«Пред широтой твоей стою я изумленный:

Большой натуралист, зоолог, землевед,

Арбитр изящного — изысканный эстет

Филолог и поэт, в поэзию влюбленный.

И хоть почти погас твой взгляд на склоне дней,

Но внутренний твой взор острее стал и зорче,

Предвидеть может дед, чего не видят внуки».

І. І. Пузанов. 

(А. П. Семенову-Тянь-Шанскому по случаю 50-летия)

## Вибрані праці
Всього ним опубліковано понад 1080 наукових та інших праць.
- Семёнов-Тянь-Шанский А. П. Таксономические границы вида и его подразделений : опыт точной категоризации низших систематических единиц // Зап. Акад. наук по физ.-мат. отд-нию. — 1910. — Т. 25, № 1. — С. 1-29.
- Семенов-Тянь-Шанский А. П. Накануне разгрома последних резервов природы // Новое время. — 1911. — 10 (23) июля, № 12688.
- Семёнов-Тянь-Шанский А. П. Совместные задачи ботаники и зоологии, объединенных на почве географии // Изв. Имп. Рус. геогр. о-ва. — 1911. — Т. 47, вып. 1-5. — С. 1-14.
- Семенов-Тянь-Шанский А. П. Свободная природа, как великий живой музей, требует неотложных мер ограждения // Природа. — 1919. — № 4-6. — С. 199–216.
- Семёнов-Тянь-Шанский А. П. Географическое распределение жуков-кравчиков (триба Lethrini семейства Scarabaeidae) в связи с их классификацией // Изв. АН СССР. — 1934. — Т. 7, вып. 9. — С. 1387–1402.
- Семёнов-Тянь-Шанский А. П. Пределы и зоогеографические подразделения Палеарктической области для наземных сухопутных животных на основании географического распределения жесткокрылых насекомых // Тр. Зоол. ин-та АН СС СР. −1935. — Т. 2, вып. 2-3. — С. 397–410. — [Ця ж праця опубл. окремо: М.; Л. : Изд-во АН СССР, 1936. — 16 с.]
- Семёнов Тянь-Шанский А. П. Общий очерк фауны кожистокрылых (Dermaptera) СССР // Изв. АН СССР. Отд. мат. и естеств. наук. — 1935. — № 5. — С. 825–831.
- Семёнов Тянь-Шанский А. П. Основные черты истории развития альпийских фаун // Изв. АН СССР. Отд. мат. и естеств. наук. — 1937. — С. 1211–1222.
- Семёнов Тянь-Шанский А. П. Новые данные к истории развития фауны пустынной зоны Евразии // Природа. — 1937. — № 1. — С. 99-102.
- Из литературного наследия Андрея Петровича Семенова-Тянь-Шанского (1866–1942). Проза. Стихотворения. Эпиграммы / Сост. В. Берлин, В. Борейко. — К.: Киев. эколого-культурный центр, 1996. — 184 с.
- Семенов-Тянь-Шанский А. П. Свободная природа, как великий живой музей, требует неотложных мер ограждения // Природа. — 1919. — № 4—6. — С. 199–216.
- Этико-эстетический подход в охране дикой природы и заповедном деле / Сост. В. Е. Борейко, Изд. 2-е, доп. — К.: Киев. эколого-культурный центр, 1999.
- Семенов-Тянь-Шанский А. П. Задачи момента в деле охраны природы в России // Тр. 1-го Всерос. съезда любителей мироведения. — Природа. — Пг., 1921.